# Jaime Brasil
Artur Jaime Brasil Luquet Neto (Angra do Heroísmo, 22 de Janeiro de 1896 — Lisboa, 19 de Maio de 1966) foi um escritor e jornalista, de convicções libertárias e anarquistas, tendo-se destacado pela sua obra pioneira em Portugal sobre sexualidade humana e controlo da natalidade. Depois de uma curta carreira como oficial do Exército Português, foi jornalista profissional, chefe da delegação em Lisboa do jornal portuense O Primeiro de Janeiro e director de O Globo. Foi um dos fundadores e o primeiro secretário-geral do Sindicato dos Profissionais de Imprensa de Lisboa, um antecessor do actual Sindicato dos Jornalistas. Utilizou os pseudónimos A. e A. Luquet.

## Biografia
Iniciou a frequência dos estudos liceais na sua cidade natal, tendo em 1909 partido para Coimbra, onde os completou. Após ter frequentado em Lisboa o curso preparatório da Escola Politécnica, ingressou de seguida na Escola de Guerra, onde conclui o curso de oficiais do Exército. Iniciou uma carreira como oficial do Exército Português, tendo participado na Grande Guerra. Terminada a guerra, abandonou a carreira militar no posto de tenente, enveredando pelo jornalismo profissional.
Na década de 1920 iniciou a sua militância no movimento anarco-sindicalista, colaborando activamente nos periódicos ligados aos sindicatos e à Central Geral dos Trabalhadores, a central sindical anarco-sindicalista portuguesa vinculada à Associação Internacional dos Trabalhadores.
Em 1921 apadrinhou a entrada de Vitorino Nemésio no jornalismo profissional, estabelecendo com aquele escritor açoriano uma duradoura amizade. Em 1925 foi um dos fundadores do Sindicato dos Profissionais de Imprensa de Lisboa, do qual foi o primeiro secretário-geral. Considerado anarquista, foi colaborador da imprensa libertária, escrevendo no suplemento semanal de A Batalha, com Ferreira de Castro, Mário Domingues e Nogueira de Brito. A Batalha era o órgão da Central Geral dos Trabalhadores e nesse periódico Jaime Brasil manteve uma série de artigos denominada Paradoxos Bárbaros, uma coluna de crítica literária intitulada Através dos Livros e outra designada Voz que clama no deserto. Também colaborou na revista  Renovação (1925-1926)  editada pela editora A Batalha.
Notabilizou-se na década de 1930 ao publicar um conjunto de obras sobre sexualidade, liberdade afectiva e controlo dos nascimentos, que associados às sua posições políticas lhe valeram polémicas com os católicos e o exílio em França e Espanha. Considerados ofensivos da moral pública, os seus livros sobre sexualidade foram proibidos de circular e em boa parte apreendidos. Esteve em Espanha durante a Guerra Civil Espanhola, tendo advogado a formação de uma frente única antifascista. Após a Guerra Civil Espanhola refugiou-se em Paris, onde residiu desde 1937 e foi um dos fundadores, em 1939, da Union des Journalistes Amis de la République Française. Em consequência da Segunda Guerra Mundial, em 1940 foi obrigado a regressar a Portugal, onde foi preso. Libertado, voltou a exilar-se para Paris no final da década de 1940.
Por imposição da censura, foi proibido de assinar os seus escritos publicados na imprensa, que apareciam assinados apenas com A. (de Artur, o seu primeiro nome). Pelas mesmas razões, a sua obra Vida e Obras de Zola, publicado em 1943, apareceu a público como da autoria de A. Luquet.
Após ter regressado do exílio, foi redactor de O Primeiro de Janeiro, no Porto, onde trabalhou até 1959, transitando para Lisboa, como chefe da delegação em Lisboa daquele diário portuense, sucedendo nas funções a Pinto Quartin, cargo que exerceu até falecer em 1966. Libertário e interessado pelas questões políticas do seu tempo, nos finais da década de 1950 visitou a Palestina, tendo daquela viagem resultado a publicação da sua obra intitulada Chalom!... Chalom!... Uma Reportagem na Palestina (1948).
Considerado um jornalista brilhante, culto e probo e um excelente crítico literário e de arte, ao longo da sua carreira como jornalista trabalhou nO Primeiro de Janeiro, no Século (onde foi redactor e de onde foi afastado por razões políticas), no Século da Noite, nA República e nO Diabo. Para além disso, colaborou em muitos outros jornais e revistas e, na década de 1930, dirigiu o jornal O Globo, de publicação efémera.
Empenhado no jornalismo cultural, criou páginas literárias em A República e nO Primeiro de Janeiro, em cuja página «Das Artes, das Letras», por ele organizada durante muitos anos, colaboraram alguns dos mais conhecidos autores das décadas de 1940 e 1950, entre os quais se contam José Régio, Casais Monteiro, Gaspar Simões e Jorge de Sena. Naquela página, que foi também dirigida pelo poeta Alberto de Serpa, as recensões críticas da autoria de Jaime Brasil eram apenas assinadas com a letra «A.» (correspondente a Artur, o seu primeiro nome).
Jaime Brasil também se distinguiu como polemista, ficando conhecido pelas polémicas que manteve com o diário católico Novidades, a propósito da sua obra intitulada A Questão Sexual e depois com Agustina Bessa-Luís, acerca do romance da autoria desta escritora intitulado Os Super-Homens (1950). Outra polémica que ficou célebre versou a obra de Camilo Castelo Branco, dela resultando uma obra publicada em 1958 (O Caso de «A Infanta Capelista» de Camilo Castelo Branco ou Como se Arrancam as Penas a Um Empavonado «Camelianista»). Também polemizou com Raul Proença, com um conjunto de artigos intitulado Em defesa do jornalismo (1958), e com António Sérgio, tendo publicado quatro artigos sobre Os verdadeiros e reflexivos heróis no conceito do sr. António Sérgio.
Como escritor, para além dos ousados livros sobre sexualidade, numa época em que o tema era considerado impróprio, distinguiu-se com a publicação de biografias de autores estrangeiros e nacionais, bem como estudos relacionados com a vida e obra de vários artistas e escritores.
A toponímia da freguesia de São Mateus da Calheta (Entre-ladeiras), concelho de Angra do Heroísmo, inclui uma rua com o nome de Jaime Brasil. É também recordado nas toponímias de Lisboa e Porto. Vitorino Nemésio dedicou-lhe o livro de poemas La Voyelle Promise e incluiu-o entre as figuras do seu romance Varanda de Pilatos.

## Obras publicadas
Para além de vasta colaboração dispersa por múltiplos periódicos, é autor das seguintes obras:
- O Problema Sexual, 1931;
- A Questão Sexual. Lisboa, Casa Editora Nunes de Carvalho, 1932;
- Os Padres e a Questão Sexual, 1932;
- A Procriação Voluntária (Biblioteca de Educação Sexual, n.º 1). Lisboa: Casa Editora Nunes de Carvalho, 1933;
- Os Órgãos Sexuais (Biblioteca de Educação Sexual, n.º 2). Lisboa: Casa Editora Nunes de Carvalho, 1933;
- A União dos Sexos (Biblioteca de Educação Sexual, n.º 3). Lisboa: Casa Editora Nunes de Carvalho, 1933;
- O Japão Actual, 1936;
- Diderot e a Sua Época. Lisboa, Ed. Império, 1940;
- Vida e Obras de Zola (assinado como A. Luquet), 1943;
- Rodin. Porto, Ed. Lopes da Silva, 1944;
- Os Novos Escritores e o Movimento Chamado «Neo-Realismo», 1945;
- Vítor Hugo, 1940;
- Chalom!... Chalom!... Uma Reportagem na Palestina («Colecção Arco-Íris»). Porto: Editorial «O Primeiro de Janeiro», 1948;
- O Caso de «A Infanta Capelista» de Camilo Castelo Branco ou Como se Arrancam as Penas a Um Empavonado «Camelianista». Porto, Liv. Galaica, 1958;
- Leonardo Da Vinci e o Seu Tempo. Lisboa, Portugália Editora, 1959;
- Velásquez. Lisboa, Portugália Editora, 1960;
- Colas Brengnon [de Romand Rolland] [trad. e pref.]. Lisboa, Editora Prelo,1961;
- Ferreira de Castro. A obra e o Homem. Lisboa, Editora Arcádia Lda., 1961;
- Morreram pela Pátria, de Mikail Cholokov. Lisboa, s.e. [trad.], 1963;
- Gorki, por ele mesmo [de Nina Gourfinket]. Lisboa, Ed. Portugália Editora [trad.], 1964;
- A Comédia Humana: Os Insurrectos da Militar [de Balzac]. Lisboa, Ed. Portugália Editora [trad.], 1965;
- A Vida Inquieta e Gloriosa de Victor Hugo. Lisboa, Ed. Portugália Editora, 1965;
- Zola – O Escritor e a Sua Época. Lisboa, Portugália Editora, 1966;
- Condenação à Morte [de Louis Aragon] [tradução]. Lisboa, Ed. Portugália Editora, 1966;
- A Comédia Humana - Estudos Filosóficos: A Pele de Chagrim [de Honoré Balzac] [trad.]. Lisboa, Portugália Editora, 1966;
- A Comédia Humana : Eugénia Grandet: Cenas da Vida de Província [de Balzac] [pref. e trad.]. Lisboa, Portugália Editora, 1966.